# Николина Молдован
Николина Молдован (Борча, 1. мај 1990) је српска кајакашица. Њена сестра Оливера Молдован је такође кајакашица и обе се такмиче у дисциплини кајак једносед К-1 и кајак двосед К-2 на 200 и 500 метара.

## Каријера
Николина Молдован је представљала Србију на Летњим олимпијским играма 2012. године у Лондону.
Заједно са сестром Оливером на Олимпијским играма се такмичила у дисциплини К-2 500 м где су са временом 1:48,941 освојиле 8. место. У квалификацијама су оствариле бољи резултат него у финалу 1:43,586. У дисциплини К-1 200 метара за жене, на Олимпијади, Николина је освојила 11. место са резултатом 45.064.
| Кајакаш                            | Дисциплина | Група    | Група | Полуфинале | Полуфинале | Финале   | Финале | Детаљи |
| Кајакаш                            | Дисциплина | Време    | Место | Време      | Место      | Време    | Место  | Детаљи |
| ---------------------------------- | ---------- | -------- | ----- | ---------- | ---------- | -------- | ------ | ------ |
| Николина Молдован                  | К-1 200 м  | 42,383   | 3 КВ  | 42,394     | 4 КВ       | 45,064   | 11.    |        |
| Николина Молдован Оливера Молдован | К-2 500 м  | 1:44,335 | 3 КВ  | 1:43,586   | 3 КВ       | 1:48,941 | 8.     |        |

На првом такмичењу за Светски куп за 2014. одржаном у Милану, у дисциплини К-2 200 м, освојила је са сестром Оливером сребрну медаљу.